# Cannibal
Cannibal je páté studiové album americké skupiny Static-X.
Album vyšlo v roce 2007, a debutovalo na 36. místě v Billboard 200. Album znamenalo pro kapelu několik novinek. Především se změnil producent, místo Ulricha Wilda se ujal hlavních prací Wayne Static a desku spoluprodukoval John Travis. Album také poprvé obsahuje kytarová sóla a nemá žádný "otsego-song". V textech Wayne Static nevyjadřuje svoje pocity, ale inspiruje se jednoduchými slovy jako je Reptile, Goat, Destroyer… Deska měla pro kapelu představovat návrat k jejímu původnímu zvuku, ale pro mnoho fanoušků se tak stalo až u dalšího alba Cult Of Static.
U kritiky i fanoušků se deska dočkala relativně příznivých ohlasů. Mimořádným úspěchem bylo následující turné, na kterém také vzniklo DVD Cannibal Killers Live. Úspěšnými singly byly „Destroyer“a „Cannibal“.

## Tracklisting
1. Cannibal 3:13
2. No Submission 2:41
3. Behemoth 3:00
4. Chemical Logic 3:51
5. Destroyer 2:45
6. Forty Ways 3:00
7. Chroma-matic 2:44
8. Cuts You Up 3:26
9. Reptile 2:30
10. Eletric Pulse 2:40
11. Goat 3:48
12. Team Hate 3:20
13. Light It Up (bonustrack)
14. Get Up & Boogie (bonustrack)
15. I'm The One (Wayne Static's Disco Destroyer remix) (bonustrack)
16. Beneath, Between, Beyond (bonustrack)